# Japanagromyza salicifolii
Japanagromyza salicifolii är en tvåvingeart som beskrevs av Collin 1911. Japanagromyza salicifolii ingår i släktet Japanagromyza och familjen minerarflugor.
Artens utbredningsområde är Egypten. Inga underarter finns listade i Catalogue of Life.